# 肋骨骨折
肋骨骨折（英語：rib fracture），是指發生在肋骨的骨折，通常隨呼吸起伏而引起胸痛；骨折處可能出現瘀傷。若多根肋骨骨折時，可能導致連枷胸。其潛在的併發症為氣胸、肺挫傷和肺炎等。
肋骨骨折通常肇因於患者胸部直接遭受鈍力傷害，例如遭遇交通事故或發生輾壓傷，亦可能因為咳嗽或遠端轉移而導致。最常骨折的部位為中間的肋骨；第一根或第二根肋骨骨折則是最常見有併發症發生。通常根據臨床症狀輔以醫學影像來診斷。
疼痛管理為治療最重要的一環，可能會採用對乙醯胺基酚、非類固醇抗發炎藥或鴉片類藥物。採用神經阻斷也是一種方法。連枷胸的患者接受手術有助於改善預後。本疾病為常見的創傷傷害。

## 症狀
典型的症狀為胸痛，通常吸氣時疼痛會加劇。骨折處亦可能出現淤斑。

### 併發症
有連續數根肋骨骨折時，可能導致連枷胸。潛在的併發症有氣胸、肺挫傷和肺炎。

## 病因
肋骨骨折可能是在從事休閒活動時，因遭受直接或間接的外力撞擊所導致。接受心肺復甦術也會造成胸廓受傷，像是肋骨骨折、胸骨骨折等；肋骨骨折也可能因患病所導致，例如罹患癌症或類風濕性關節炎等病症。年長者可能因跌倒而導致肋骨骨折，但成人最常見的成因為發生車禍事故。

## 診斷
肋骨骨折的病徵如下：
- 吸氣時疼痛加劇
- 胸部腫脹
- 胸部瘀青
- 呼吸短促
- 咳血（可能是肋骨刺傷肺臟）

照X光可確定位移性骨折，但是往往容易忽略無位移的骨折；以電腦斷層檢查可確定這兩種骨折。
因為兒童的肋骨較成人有彈性，所以較可能彎曲而非直接折斷，因此當兒童患者發生肋骨骨折，代表其遭受劇烈的撞擊，同時也表示患者胸部很可能有重大傷害，如發生肺部挫傷。年長者會發生肋骨骨折，也表示曾遭受較嚴重的外傷。

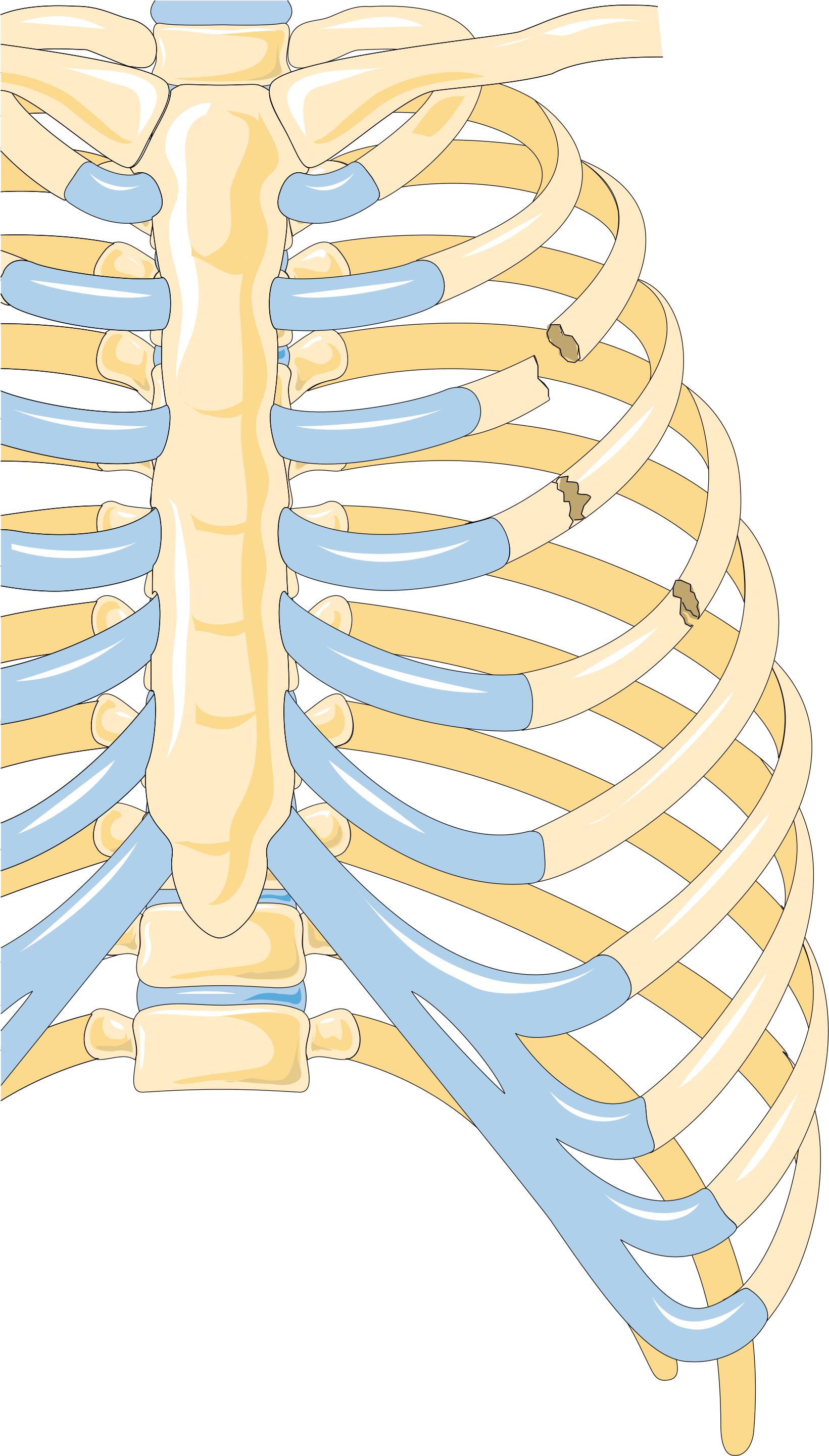
第三肋、第四肋、第五肋骨的骨折
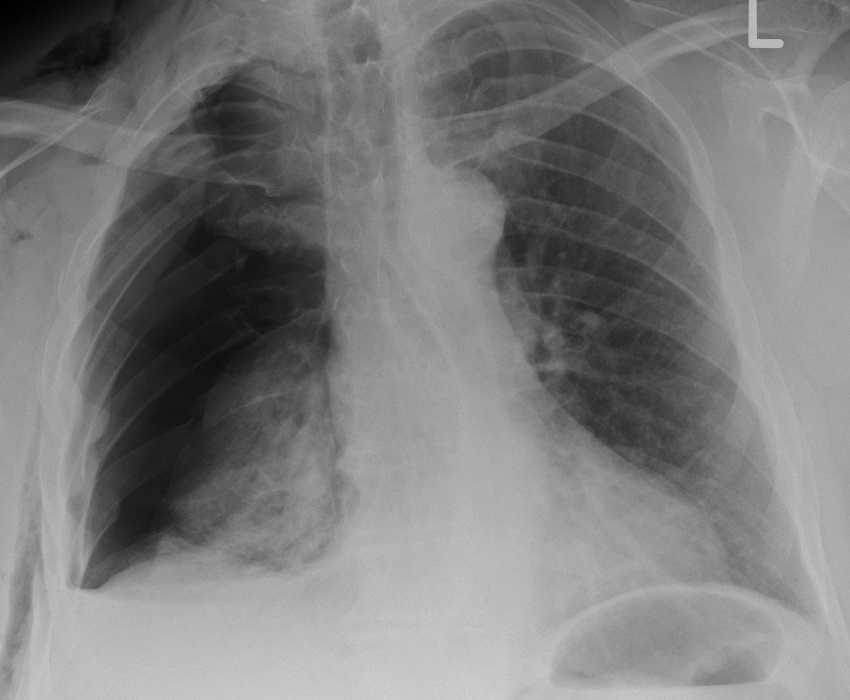
右側氣胸以及肋骨骨折
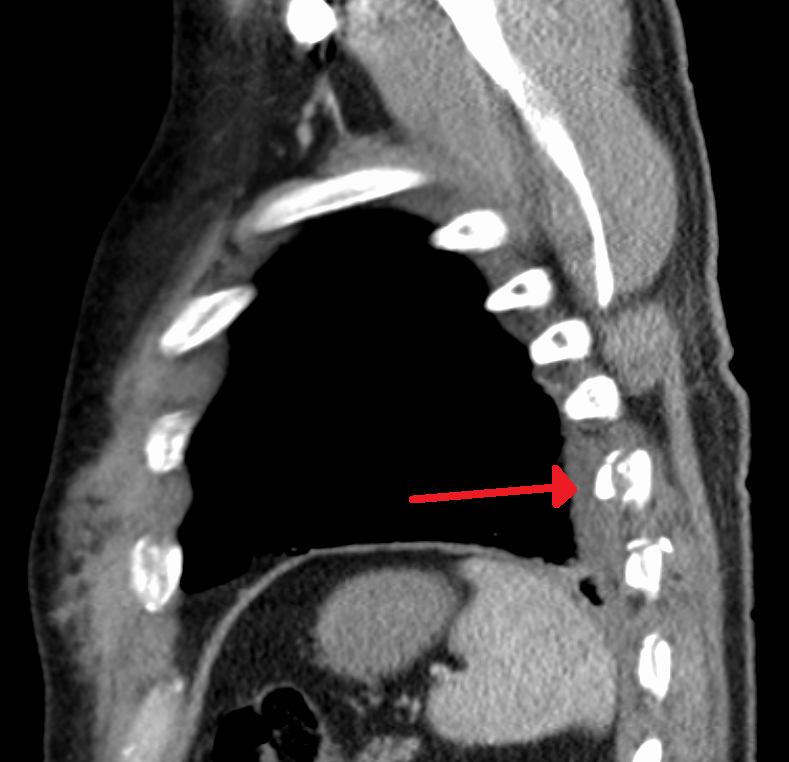
矢狀面的電腦斷層影像顯示有兩根肋骨骨折

## 治療
肋骨骨折並沒有特定的治療方式，但是有多種輔助性的措施。比較單純的肋骨骨折者，胸痛可能會讓患者減少活動和避免咳嗽，然而這可能導致次發性的胸部感染。連枷胸這種傷害有危及性命的潛在性；患者往往需要一段時間的呼吸輔助。連枷胸和第一肋骨骨折通常肇因於高能量的撞擊，需要仔細檢查是否有潛在的臟器傷害，如肺臟挫傷，或是相對比較遠端的傷害，如頸椎傷害。自發性的骨折者，如果患者是運動員，通常需要避開成因，如避免丟球，同時注意維持心血管健康。

### 神經阻斷術
神經阻斷術可能有助於控制疼痛，如背部聽診三角的菱形肌肋骨間阻斷、硬脊膜外麻醉、脊柱旁阻斷麻醉（paravertebral block）、豎脊肌平面阻斷術（erector spinae plane block）、前鋸肌平面阻斷術（serratus anterior plane block）。目前尚無足夠證據能表明何種阻斷術效果與安全性最佳。

### 外科手術
肋骨骨折的外固定/內固定治療方式有下列幾種：
- Judet板和Sanchez都是附有支束的金屬板，既可隨肋骨角度彎曲，還可以透過縫合加強固定[23]。
- 市面上有多種肋骨固定的醫材系統，其一為用螺絲將金屬骨板固定在肋骨上，其二是使用骨髓內固定器，打定位螺釘到骨頭內來固定[24]。
- 前側固定骨板是一塊金屬骨板，整片都有打鎖螺絲的洞，可將骨板放在肋骨上並且以螺絲鎖在理想的位置。骨板可以折彎以吻合該部位的輪廓[25]。
- 使用U板將螺釘固定於肋骨前緣[26]。